# Gare (Poma 2000 de Laon)
Pour les articles homonymes, voir Gare (homonymie).
Ne doit pas être confondu avec Gare de Laon.
Gare est une ancienne station du Poma 2000 de Laon, située à côté de la gare ferroviaire de Laon dans l'Aisne. Il s'agit du terminus aval de la ligne.

## Situation
La station est située à 85 m d'altitude sur le « Forum des trois gares » et précède la station intermédiaire Vaux. L'atelier de la ligne est située derrière la station, au delà du rideau métallique qui en ferme l'accès depuis la ligne, et la machinerie du tronçon aval se situe en dessous.

## Histoire
La station est mise en service le 4 février 1989 en même temps que la ligne, qui succède au tramway de Laon, à crémaillère, qui avait son terminus sur le même emplacement,.
Elle est située dans un bâtiment de couleur bordeaux au motif évoquant les briques des maisons typiques du nord de la France, placé sous un autre immeuble de logement formant une arche. Elle est la seule station où les portes s'ouvraient des deux côtés, chaque quai correspondant à une entrée.
Elle ferme en même temps que la ligne, le 27 août 2016 mais reste accessible aux voyageurs car l'agence commerciale des Transports urbains laonnois (TUL) est toujours présente,. La voie a été comblée par des plaques métalliques pour passer d'un côté à l'autre : du temps du fonctionnement du Poma, il n'était possible de traverser que lorsqu'une cabine était à quai.

## Services aux voyageurs

### Accès
La station possède deux entrées : la principale, côté gare SNCF et la secondaire côté gare routière donnant immédiatement sur l'arrêt de bus des TUL.
Elle dispose d'un hall accessible depuis l'entrée principale où se situe l'agence commerciale des Transports urbains laonnois (TUL), un distributeur automatique de titres de transports et l'oblitérateur pour les tickets ; le quai accessible par l'entrée secondaire possédait son propre oblitérateur.

### Intermodalité
De par sa position devant la gare de Laon, la station mettait en correspondance le Poma avec les trains TGV et TER, les bus des Transports urbains laonnois (TUL) et les cars interurbains.

## À proximité
Outre la gare la station desservait plusieurs commerces et le quartier de la gare. Une motrice du tramway de Laon est exposée sur le parvis de la gare ferroviaire.